# احمد ولی
احمد ولی (۱۹۵۰) خواننده‌ای پاپ و غزل اهل افغانستان است. احمد ولی از کودکی علاقه و استعداد خاص به هنر داشته و اولین قدم هایش را در دنیای موسیقی در سن دوازده ساله‌گی با نواختن طبله نزد استاد هاشم خان چشتی گذاشته است ، وی تحصیلات خود را در لیسۀ حبیبیه به اتمام رسانیده و در زمان اعلی حضرت محمد ظاهرشاه شامل اکادمی پولیس وقت گردید ، بعد از تکمیل تحصیلات نظامی به عنوان افسر پولیس آغاز به کار کرد ، شور و شوق وی به موسیقی و هنر او و روان او را واداشت تا در این راه پیش برود و به یکی از مشعل داران تابناک موسیقی تبدیل گردد، اولین آهنگ احمد ولی "چشمان آبی" از ساخته های استاد ځلاند است که در سال (۱۹۶۷) که در رادیو تلویزیون ملی افغانستان ثبت کرد اندکی بعد دومین آهنگ خود را به نام "مه روی تو" که توسط خود احمد ولی ساخته شده بود ثبت کرد احمد ولی اولین کانسرت خود را در سال ۱۹۷۰ در کابل به مناسبت روز جهانی مادر برگذار کرد، او با اجرای پر احساس و صمیمانۀ آهنگ "مه قربان سراپای تو میشم مادر من" از ساخته های استاد ترانه ساز برجسته شد که در نتیجۀ آن مقام آواز خان سال به او اعطا شد احمد ولی کار های مشترک با هنرمندان داخلی و خارجی چون پیتر مافای آواز خوان مشهور آلمان و سلی هنرمند خوش صدای ایرانی و هنرمندان محبوب افغانستان داشته است، احمد ولی را سال ۱۹٨۷ به دعوت مسسۀ معتبر جهانی موسیقی WMI به ایالات متحده سفر کرده و تور هنری را برای افغان های مقیم سرتاسر  ایالات متحدۀ آمریکا که عاید این کانسرت ها برای کمک به هموطنان ما در کمپ های مهاجرین فرستاده شده نیویارک تایمز ، لاس انجلس تایمز و واشنگتن پُست از روزنامه های مشهوری هستند که در خصوص این هنرمند محبوب مقالاتی به نشر رسانیده اند احمد ولی سفر های بی شمار هنری به کشور های مختلف جهان مانند: آلمان فرانسه سویس انگلستان سویدن اتریش هالند آسترالیا کانادا و شهر های مختلف آمریکا داشته است که مورد استقبال مردم قرار گرفته است هنر والا و صدای جادویی احمد ولی او را مفتخر به ثبت نامش در کتاب موسیقی جهان این افتخار نه تنها برای احمد ولی است بلکه برای تمام هنر دوستان و مردم افغانستان است

## پیشینه
احمد ولی در کابل در یک خانواده قومی پشتون از قبیله محمدزی به دنیا آمد. پدرش محمد اکرم نوابی از فرماندهان سابق پولیس بود که در ولایات مختلف افغانستان خدمت می‌کرد. او در سن ۱۲ سالگی شروع به کاوش در موسیقی به عنوان نوازنده طبله کرد و به تدریج به خوانندگی ادامه داد. زمانی که او در لیسه حبیبیه دانش آموز بود، یک نوار از خواندن‌های خود ضبط کرد که مورد توجه استاد جلیل زلاند مدیر رادیو تلویزیون ملی افغانستان و خواننده مشهور افغان قرار گرفت. اندکی پس از آن، احمد ولی دو ترانه دیگر را اجرا نمود: «چشمن آبئی» قطعه ای از زلاند و «ماه روی تو» آهنگی که توسط خود احمد ولی ساخته شده بود. این آهنگها از طریق امواج رادیو در سراسر افغانستان به‌طور زنده به نشر رسید تا اینکه پس از فارغ‌التحصیلی از لیسه حبیبیه به یک اجرای موسیقی بین‌المللی به کشور ایران رفته صاحب شهرت شد.

## شغل
ولی در مراحل اولیه کارش، هنوز به عنوان یک نوازنده و خواننده حرفه ای متعهد نشده بودکه آکادمی پولیس کابل ثبت نام نموده از آنجا فارغ شد. او به اجرا موسیقی ادامه داد و به زودی متعهد به فعالیت در موسیقی شد و به عنوان شاگرد توسط استاد زلاند پذیرفته شد. او با حضور مکرر در برنامه‌های تلویزیونی و رادیویی ملی و همچنین اجرای زنده در سراسر افغانستان طرفداران خود را پیدا کرده به نام خواننده غزل خوان مشهور کشت.

## پس از تحولات در افغانستان
پس از کودتای نظامی کمونیستی در  آپریل ۱۹۷٨ رژیم سرکوبگر با مشت آهنین بر کشور حکومت کرد و احمد ولی و دیگر هنرمندان را به دلیل اجرا برای خانواده سلطنتی افغانستان تحت آزار و فشار قرار داد در نتیجه احمد ولی با یک پاسپورت جعلی مجبور به فرار شد به با هزاران مرد و زن هموطن خود که از آزادی محروم شدن بودند پیوست احمد ولی در سال ۱۹٨۰ به آلمان رسید در سال‌های ۱۹۸۴ و ۱۹۸۵ کنسرت‌های ولی در آلمان، فرانسه، سوئیس، انگلستان و سویدن به جمع‌آوری کمک‌های مالی برای حمایت از پناهجویان افغان که به دلیل جنگ شوروی-افغانستان آواره شده بودند، کمک کرد. در همان سال‌ها کنسرت جمع‌آوری کمک‌های مالی مشترک با پیتر مافای خواننده مشهور آلمانی نیز برگزار کرد. در سال ۱۹۸۷، احمد ولی یک سری کنسرت‌های سودمند را با عبداالله اعتمادی و آنسامبل در نیویورک، کالیفرنیا و ویرجینیا اجرا کرد. در ۱۸ اگست ۲۰۰۵، احمد ولی در سفارت افغانستان در واشینگتن دی سی، برای تجلیل و گرامیداشت روز استقلال ملی افغانستان فعالیت اجرا کرد.

## زندگی
ولی و هنگامه به اندازه دو عاشق به هم نزدیک بودند. این دو در حالی که هنوز در افغانستان بودند، آهنگ‌های عاشقانه مختلفی را ضبط کردند که بهترین دونوازی‌های تاریخ افغانستان به حساب می‌آیند. این دو نماد عشق محسوب می‌شدند. در سال ۱۹۸۰، ولی کشور را به مقصد آلمان ترک کرد و سپس هنگامه به دنبال وی رفت. در آنجا، آنها دوباره ملاقات کردند و علی‌رغم اعتراض شدید خانواده ولی، در سال ۱۹۸۵ تصمیم به ازدواج گرفتند. در سال ۱۹۸۶، هنگامه پسری به دنیا آورد به نام مسیح ولی. خانواده ولی هرگز از ازدواج او با هنگامه حمایت نکردند زیرا آنها انتظار داشتند او «در سطح آنها» با کسی ازدواج کند؛ بنابراین، در سال ۱۹۸۹، آنها طلاق گرفتند. اما در سال ۱۹۹۰ به ویرجینیا، ایالات متحده آمریکا مهاجرت کرد. او دوباره ازدواج کرده است.

## موخذ
- معرفی مختصر هنرمند محبوب کشور محترم احمدولی در صفحه فیس بوک کابل
- معرفی محترم احمد ولی در شبکۀ tuti
- معرفی احمد ولی در سایت https://www.ahmadwalimusic.com/about/
- بیوگرافی احمد ولی در وبگاه ویکی وند
- آهنگهای احمد ولی در وبگاه آپارات
- آهنگهای احمد ولی در وبگاه یوتوپ
- احمد ولی در ویکی پیدیا انگلیسی en:Ahmad Wali
- زندگی‌نامه مختصر و آهنگهای احمد ولی در وبگاهبیت موزیک